# وت پرا ماهاتات
وات پرا ماهاتات (انگلیسی: Wat Phra Mahathat) معبد اصلی بودیسم (وت) در استان ناکون سی تاممارات در جنوب تایلند است. استوپای اصلی این معبد، پرا بورومماتات چدی ('استوپای بزرگ و شریف آثار مقدس')، توسط شاه سری دهاماسوکاراجا در اوایل قرن سیزدهم میلادی ساخته شد تا نمادی برای فرقه ترواده بودیسم در این استان باشد. باور بر این است که این معبد میزبان یکی از دندان‌های گوتاما بودا است.

## تاریخچه
بر اساس افسانه‌ها، شاهزاده تاناکومان و شاهزاده خانم هِم چالا اثر بودا را به هات سای کائو آوردند و در سال ۲۹۱ میلادی پاگودای کوچکی ساختند. هنگامی که شاه سی-تهاما سوکرات شهر ناکون سی تاممارات را تأسیس کرد، معبد جدیدی به نام وات پرا بوروم تات را در همان مکان و به سبک مهایانهی امپراتوری سریویجایا بنا نهاد. شهر ناکون سی تاممارات یکی از شهرهای مهم پادشاهی باستانی تامبرالینگا بود و تا اوایل قرن سیزدهم میلادی بخشی از امپراتوری سریویجایا به‌شمار می‌رفت.
تاریخ‌نگاران بر این باورند که این شهر بر اثر جنگ‌ها و بیماری‌ها تقریباً خالی از سکنه شده بود و پادشاه تصمیم گرفت استوپای بزرگی به سبک سریلانکایی با مشارکت عمومی بسازد تا به بازسازی جامعه شهری کمک کند. سایر بناهای مذهبی میان قرن سیزدهم تا هجدهم ساخته شدند، از جمله ویهان-بودی لانکا، یک راهروی مسقف در اطراف درخت بودا که گفته می‌شود شاخه‌ای از درخت مهابودی در پرستشگاه ماهابودی در بوده گایا، هند است.
نام تایلندی این معبد، پرا ماهاتات وورamahawihan، از زبان پالی مشتق شده و vara maha dhatu vara maha vihara به معنای 'معبد بزرگ و شریف استوپای آثار مقدس' است. این استوپای زنگ‌شکل تحت تأثیر هنر بودایی سریلانکایی ساخته شده که باور انتقال سنت استوپا از هند به سریلانکا توسط آشوکا را منعکس می‌کند. فرمانروای ناکون سی تاممارات که این استوپا را ساخت، خود را سری دهاماسوکاراجا نامید که به معنای 'آشوکای بزرگ' است. نام شهر ناکون سی تاممارات نیز از پالی، Nagara Sri Dhammaraja، گرفته شده که به معنای 'شهر دهاماراجا' است.
ساخت این استوپا موجب شد که ناکون سی تاممارات به مرکز بودیسم ترواده تبدیل شود. کتیبه‌هایی از پادشاهی سوکوتای، نشان‌دهنده تأثیر این شهر و استوپا در ترویج و تقویت بودیسم ترواده در این پادشاهی هستند. این معبد همچنین مورد حمایت پادشاهی آیوتایا قرار داشت که میان قرن‌های چهاردهم تا هفدهم بر سراسر تایلند امروزی حکومت می‌کرد. استوپا و دیگر بناهای مذهبی بیش از ۱۰۰ سال پس از آغاز ساخت استوپای اصلی بنا شدند. این بنا در سال‌های ۱۶۱۲–۱۶۱۶، ۱۶۴۷، ۱۷۳۲–۱۷۵۸، ۱۷۶۹، ۱۸۹۵–۱۸۹۸، ۱۹۱۴، ۱۹۷۲–۱۹۷۴، ۱۹۸۷، ۱۹۹۴–۱۹۹۵ و ۲۰۰۹ تحت بازسازی‌های گسترده قرار گرفت. این معبد در سال ۲۰۱۲ در فهرست آزمایشی میراث جهانی یونسکو نامزد شد.